# 木笛 (漫畫家)
木笛（1968年1月10日—），本名徐碧娟，是台灣的漫畫家。出生於台南市，現居桃園市龍潭區，目前因教學工作暫居台南。血型B型，星座摩羯座。臺南市私立長榮高級中學美工科畢業，曾在漢堡漫畫月刊、東立出版社星少女漫畫月刊與瑪格麗特雙周刊、長鴻出版社Candy月刊、兒童日報 (台灣)、國語日報報紙漫畫版、桃園青年連載，與文房出版社合作出版，徐木笛文創社社長，2006-2019年成立漫畫學堂漫畫教室。 於2023年取得台南應用科技大學視覺傳達系創新應用設計碩士學位，並於2024年就任台南應用科技大學漫畫系專案專技助理教授。

## 簡介
- 1968年1月10日在台南出生,是中藥房的女兒
- 1984年就讀長榮中學美工科 創立第一屆漫畫社團
- 1987年畢業後進入翰林出版社從事兒童插畫工作(三年三個月)
- 1988年--短篇作品投稿【水精靈】成為漢堡漫畫月刊的挑戰一號
- 1989年--中篇作品【女兒泉】連載於漢堡漫畫月刊
- 1990年--短篇作品【新年快樂】刊於漢堡漫畫月刊最終期，與同好創辦校外漫畫社團【狂熱份子】
- 1992年8月--正式與東立出版社簽約
- 1992年11月--【貝比日記】開始連載於【星少女漫畫月刊】
- 1993年--同時在兒童日報連載彩色短篇漫畫作品【小辰故事】【藍玫瑰】 期間擔任漫畫營指導老師，兒童漫畫比賽之評審。
- 1994年--短篇作品【4月5日這一天】刊於星少女3月號
- 1995年--同時在兒童日報連載彩色短篇漫畫【蕃茄姑娘】
- 1996年11月--【貝比日記】結束連載(共5集)
- 1996年12月--【花精姑娘】彩色短篇漫畫連載於【兒童日報】
- 1997年5月--短篇作品【藍色愛情海】刊於星少女月刊
- 1997年7月--長篇作品【愛上300歲的女孩】開始連載於星少女漫畫月刊
- 1999年2月--【愛上300歲的女孩】結束連載(共3集)
- 1999年8月--短篇作品【立秋的顏色】刊於星少女8月號
- 2001年3月15日--【甜心寶貝】連載於瑪格麗特半月刊
- 2002年5月15日--【甜心寶貝】結束連載(共2集) 尚為結集成冊
- 2011年6月開始在長鴻出版社Candy漫畫月刊連載『愛的漫畫教學』
- 2011年7月1日文房福地出版社『木笛的漫畫小學堂』--漫畫教學書出版(榮獲行政院新聞局第34次中小學生優良課外讀物)
- 2011年12月文房出版社我會畫俏皮小妖精出版
- 2011-2013長鴻出版社Candy漫畫月刊連載【愛的漫畫教學】漫畫教學書出版
- 2011-2013桃園青年連載【愛的漫畫教學】
- 2014【健保局漫畫】6位漫畫家合集
- 2015-2016國語日報社【熱漫學堂】連載
- 2015內灣國小-【內灣十鼓師生合集漫畫】
- 2016內灣國小-【內灣足球師生合集漫畫】
- 2016桃園市文化局社區音像紀錄協會【愛找茶】電影書電影插畫
- 2017內灣國小三本繪本編繪指導故事繪本—結合內灣在地特色繪本【一起來內灣玩】【穿越時空來內灣&螢火蟲食堂】【內灣超人&古人遊內灣】
- 2018同時內灣國小三本繪本由中華科技大學作成動畫參加日本ASIAGRAPH  2018兒童及青少年動畫競賽台灣選拔賽國小組佳作。
- 2018-徐木笛文創社出版【酸菜的滋味】第一集在地客家故事
- 2019-行政院環保署花蓮環保漫畫【七星潭把愛疊起來】
- 2020-文化部漫畫原創補助案【我的酸菜可不可以加點糖』-長鴻出版社
- 2020-文化部漫畫原創補助案【龍潭方物志】聖蹟亭-客家人的惜字亭，徐木笛文創社出版

## 創作

### 單行本
- 《貝比日記1~5冊》東立出版社
- 《愛上300歲女孩1-3冊 》東立出版社、與吳淡如合作
- 《甜心寶貝2冊》東立出版社
- 《漫畫圖說字典4本》翰林出版社
- 《故事閱讀指導一冊》翰林出版社
- 《海蒂一冊》聯經出版社‧插圖
- 《藍玫瑰》兒童日報
- 《花精姑娘》兒童日報

### 教學書
- 《漫畫小學堂(全一冊)》文房福地出版社
- 《我會畫俏皮小妖精(全一冊)》文房福地出版社
- 《愛的漫畫教學(全一冊)》長鴻出版社，ISBN 9789575164232

### 其他
- 2011年台北國際書展100%幸福紀念特輯
- 2012動漫生活美學主題展作品專輯

## 教學
- 1991年--【小牛頓】才藝漫畫班老師 【成大漫畫社】【嘉南藥專漫畫社】【台南農工漫畫社】指導老師
- 2005年11月26日—成立【漫畫學堂】漫畫教室
- 2008年2月--到《學承電腦》擔任Painter電腦教學講師
- 2008年12月31日--第七屆桃園全國書展座談會的漫畫講師
- 2009年2月--漫畫學堂Painter電腦教學講師
- 2009年7月--龍潭鄉立圖書館漫畫夏令營講師
- 2009年7月--龍潭鄉龍潭國中新生訓練營漫畫講師
- 2009年9月-龍潭鄉黃村社區發展協會快樂天使漫畫營講師
- 2010年7月-8月龍潭鄉龍潭國中漫畫營漫畫講師
- 2010年7月-8月--龍潭鄉立圖書館漫畫夏令營講師
- 2011年2月擔任桃園縣救國團漫畫王國冬令營講師
- 2011年7月-8月擔任桃園縣救國團漫畫王國夏令營講師
- 2011年7月-8月龍潭鄉龍潭國中漫畫營講師
- 2012年七月科普人才培訓漫畫營成功大學&逢甲大學漫畫講師

## 演講
- 2010年3月擔任龍潭鄉創意漫畫比賽評審並擔任頒獎典禮嘉賓
- 2010年12月4日受邀國立台中圖書館演講--主題--從漫畫創作到漫畫教學
- 2012年3月18日中崙圖書館演講---從漫畫創作到漫畫教學
- 2012年7月29日桃園國際動漫大展之『漫畫的美好感受』講座
- 2012年8月17日參加大嬸婆漫畫節--動漫講座
- 2013年4月天母國小演講『我的魔法漫畫教室』
- 2013年8月25日參加內灣漫畫節--動漫講座
- 2013年9月中崙圖書館演講

## 評審
- 2011年11月28日擔任桃園縣主辦救國團協辦漫畫評審
- 2012年6月擔任評審五穀爺好神創作徵選活動2012年4/16~6/1
- 2012年七月內灣漫畫節漫畫徵稿比賽 「美食漫畫競賽」 擔任評審
- 2012年8月中崙圖書館暑期漫畫營講師暨漫筆講漫畫比賽評審

## 展出
-個展-
- 2018年4《酸菜的滋味》徐木笛個展，內灣劉興欽漫畫教育館，新竹，台灣
- 2020年7月《從沾水筆到屏幕筆-徐木笛漫畫故事展》吉安鄉公所，花蓮縣政府、花蓮縣文化局[3]
- 2021年9月《那我就不客氣囉！》徐碧娟漫畫互動科技展，桃園市立圖書館龍潭分館，桃園文化局[4]
- 2022年7月《徐碧娟-戰後台語創作歌謠之插畫創作展》，台南創意中心，台南，文化部[5]
- 2022年9月《徐碧娟-戰後台語創作歌謠之插畫創作展》，全興人文藝廊，台南[6]

-漫畫聯展-
- 2006年-2012年《與漫畫共舞漫畫聯展》桃園縣龍潭鄉田園藝廊，桃園，台灣
- 2017年1月《台灣百人繪》華山1914文化創意產業園區，台北，台灣
- 2017年10月《368台灣明信繪&漫畫家特區》第一屆台灣漫畫節松菸3號，台北，台灣
- 2017年11月《聖蹟亭小仙子與倉頡》廈門漫畫節，台北漫畫工會，廈門
- 2017年12月《聖蹟亭小仙子與倉頡》新加坡漫畫節，台北漫畫工會，新加坡
- 2017年12月《台北瘋漫畫特展》中華漫畫家協會，台北藝文特區
- 2018年7月《酸菜的滋味》幻想異境桃園國際動漫大展，桃園展演中心，桃園，台灣
- 2018年10月《台灣美食神獸錄》《台灣美食萌星繪》第二屆台灣漫畫節，松菸2號，台北
- 2019年2月《酸菜的滋味》台北國際書展-台北世貿，文化部，台灣
- 2019年10月《台灣美食神獸錄-魷魚姬原畫》第三屆台灣漫畫節，松菸2號展出，台北台灣
- 2020年3月《漫漫看漫畫師生展》多媒體系產學合作，台北商業大學數位桃園，台灣
- 2020年11月7日《木笛老師漫畫特區》花東漫畫季，花蓮文創園區，花蓮，台灣。
- 2021年3月《漫漫旅行的那些日子原創作品展》長鴻出版社，藍晒圖文創園區bluse2藝廊，台南
- 2024年12月《花食物語 台南社大台將分校漫畫班師生展》，華美眼鏡觀光工廠，台南社大台江分校
- 2025年1月18日《2025年在一起兩岸春聯年畫漫畫展》，中華文創發展促進會、中華漫畫家協會，江山如此多嬌藝術館，台北

-國際聯展-
- 2020年05月08日《遇見神佛9號─漫畫的祈福之相》特展，台日宗教博物館。台北、日本。台灣
- 2020年1月30日我的酸菜可不可以加點糖》《第47屆法國安古蘭國際漫畫節書展-主題為「Passion of Taiwan Comics」》法國安古蘭-台灣展場
- 2020年10月28日-2021年02月4日沉睡的桐花女-台日不倒翁小法師展》，日本台灣交流協會，北部實踐大學敏初廳、台灣工藝研究中心、新光三越高雄左營區、實踐大學高雄校區，高雄市政府文化局、華山1914文創產業園區/中7B館，日本台灣交流協會、台南市立美術館二館。
- 2021年3月《補破網》《印度-台灣國際當代藝術及書法虛擬展覽》，印度&台灣
- 2022年7月《杯底毋通飼金魚》「台風來了！文化與設計轉譯」講座與展出,，德國柏林駐德臺北代表處文化廳
- 2022年《台日友情台日漫畫家簽繪展》國際漫畫博覽會三場，台北世貿、台中世貿、台南創意中心，文化部。
- 2022年12月《大稻埕綵繪謠》《大稻埕絕代風華-青年設計師創作成果展》，亞太青年學院聯盟。廈門，台北，台灣。
- 2023年《漫畫の絆台日色紙展》日本台灣交流協會，文化部。東京新宿，岩手県大槌町，東京都港區。日本。
- 2023年9月19日《日本女子美術大學與南應大漫畫系師生聯展》
- 2023年1月6日KSBDA&Tainan International Conference and Exhibition2023《韓國基礎造型學會台南國際研討會暨作品展》，漢城大學，台南應用科技大學
- 2023年12月《用漫畫連接世界，用漫畫迎接未來》，ICC第十九屆世界漫畫大會，中國安陽
- 2024年9月27日《2024第九屆國際遊戲動畫創新電腦運算工作坊》，日本女子美術大學
- 2025年1月13日-1月20日《2025台灣/馬來西亞海報設計交流展》馬來西亞藝術學院和台南應用科技大學，馬來西亞藝術學院城市校院附屬畫廊

-國內學術性聯展-
- 2016年3月8日《女書臉書女性藝術家特展》桃園市文化局，桃園，台灣，文化部
- 2017年3月10日《漫畫馬拉松暨雞年彩繪特展》台北市立復興中學，台灣
- 2021年1月7日《台風緊抱插畫創作聯展》南應大文創中心，台南，台灣。
- 2021年3月2日《穿古越今．大稻埕漫遊記》中華漫畫家協會，台北藝文推廣處，台灣
- 2021年12月《親像日頭佮月娘》台灣當代圖文創作展，活石藝術空間，台南
- 2022年1月《艋受祝福海報插畫聯展》南應大文創中心，台南，台灣
- 2022年2月《台風來了》三校聯展(台師大、南應大、高師大)，南應大藝術中心，台南
- 2022年5月《台風來了》三校聯展(台師大、南應大、高師大)，台師大設計展覽區，台北
- 2022年8月5日台北新藝術博覽會《藝出慈悲‧百大名人》慈善義賣活動展出，台北世貿
- 2022年12月《絕代風華.大稻埕-鄉愁.尋根.盼ㄐㄧㄚ人》台北大稻埕Olympus二樓展廳
- 2023年1月10日《台風夠勁》海報創作聯展，南應大文創中心，台南
- 2023年9月19日《日本女子美術大學與南應大漫畫系師生聯展》，日本女子美術大學
- 2023年1月20日《2023兔發奇祥新春創意特展》高雄文化中心，高雄文化局
- 2023年10月24日《112-1漫畫系課程成果展暨海外見學成果展》台南應用科技大學設計大樓D102
- 2023年12月-2024年4月《漫流來襲-經典與世代的對話》，國家漫畫博物館，文化部
- 2024年1月20日《2024喜龍天降新春創意特展》高雄文化中心，高雄文化局
- 2024年9月《日本女子美術大學與南應大漫畫系師生聯展》，日本女子美術大學
- 2024年2月《中華漫畫家協會2024年菁英創作展》，風尚生活館，中華漫畫家協會
- 2024年11月15日《113-1漫畫系師生作品聯展》台南應用科技大學設計大樓D102
- 2024年12月1日《漫畫異境：轉角的新次元．師生成果展》高雄駅一番街，國立臺南藝術大學 ，台南應用科技大學漫畫系
- 2025年1月《2025有蛇有得』生肖國際創意特展》，高雄設計發展協會、高雄文化局，高雄文化中心

## 註解
1. ↑  漫畫大師齊聚 勾勒龍潭之美 的存檔，存档日期2012-12-08.
2. ↑  .   [2014-09-01]. （原始内容存档于2014-12-30）.
3. ↑  從沾水筆到屏幕筆-徐木笛漫畫故事展
4. ↑  那我就不客氣囉！
5. ↑  徐碧娟-戰後台語創作歌謠之插畫創作展
6. ↑  徐碧娟-戰後台語創作歌謠之插畫創作展

## 外部連結
- 徐木笛文創社 （页面存档备份，存于）
- 木笛的漫畫學堂FB （页面存档备份，存于）
- 《愛的漫畫教學》木笛簽書會 為現場所有粉絲繪製 Q 版頭像 （页面存档备份，存于）
- 台南應用科技大學 漫畫系專任師資